# Radiate Like This
Radiate Like This è il quarto album in studio della band indie rock americana Warpaint, pubblicato il 6 maggio 2022 dalla Heirlooms e dalla Virgin Records. Segna il loro primo album in sei anni ed è stato annunciato insieme all'uscita della canzone Champion. La band sarà in tournée nel Regno Unito e in Europa a sostegno dell'album.
L'album precedente dei Warpaint, Heads Up, è stato pubblicato nel 2016. Dopo l'uscita di quell'album, i membri della band hanno incontrato priorità diverse, come "bambini, lavori, tour, album da solista...", che inizialmente presentavano dubbi sulla possibilità di raggrupparsi per lavorare su un nuovo materiale.
La band ha iniziato a lavorare all'album con il produttore Sam Petts-Davies all'inizio del 2020, ma la pandemia di COVID-19 li ha costretti a finire di registrare le loro parti nei loro "studi casalinghi improvvisati". Anche se hanno finito di registrare "qualche tempo fa", hanno aspettato di pubblicare l'album fino a quando non avrebbero potuto fare un tour per promuoverlo. Questo ritardo autoimposto li ha anche aiutati a "affinare ulteriormente", costruire e poi ricostruire ogni canzone. In un comunicato stampa, Emily Kokal ha scherzato sul fatto che la band avrebbe dovuto chiamarlo Exquisite Corpse invece del loro EP di debutto.
Radiate Like This ha ricevuto un punteggio di 79 su 100 sulla base di 10 recensioni sull'aggregatore di recensioni Metacritic, indicando un'accoglienza "generalmente favorevole".

## Tracce
1. Champion – 4:39
2. Hips – 3:20
3. Hard to Tell You – 5:00
4. Stevie – 4:04
5. Like Sweetness – 3:51
6. Trouble – 3:42
7. Proof – 4:24
8. Altar – 4:07
9. Melting – 5:09
10. Send Nudes – 3:20